# Reitweiner Wallberge

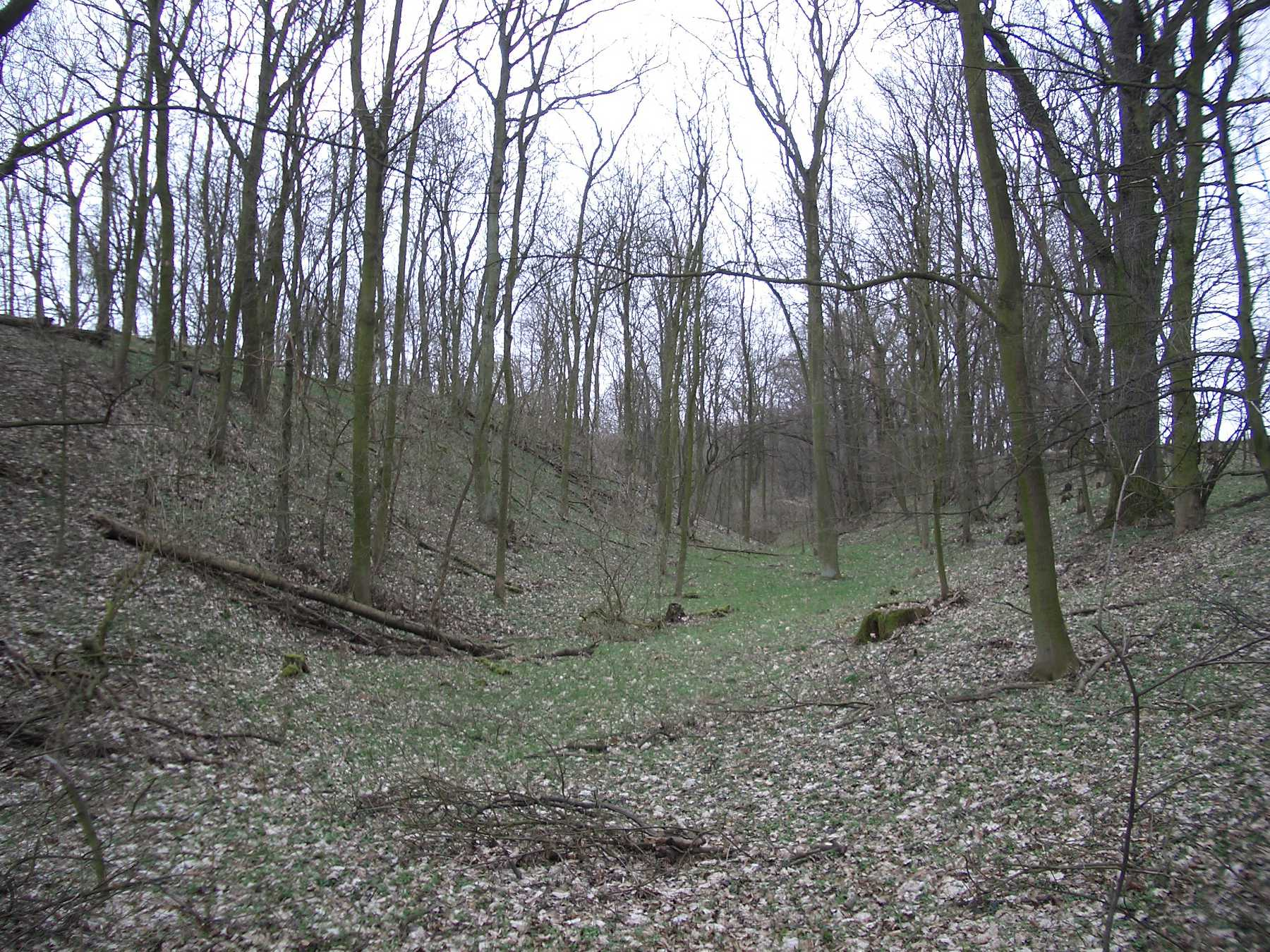
Wallberg auf dem Reitweiner Sporn

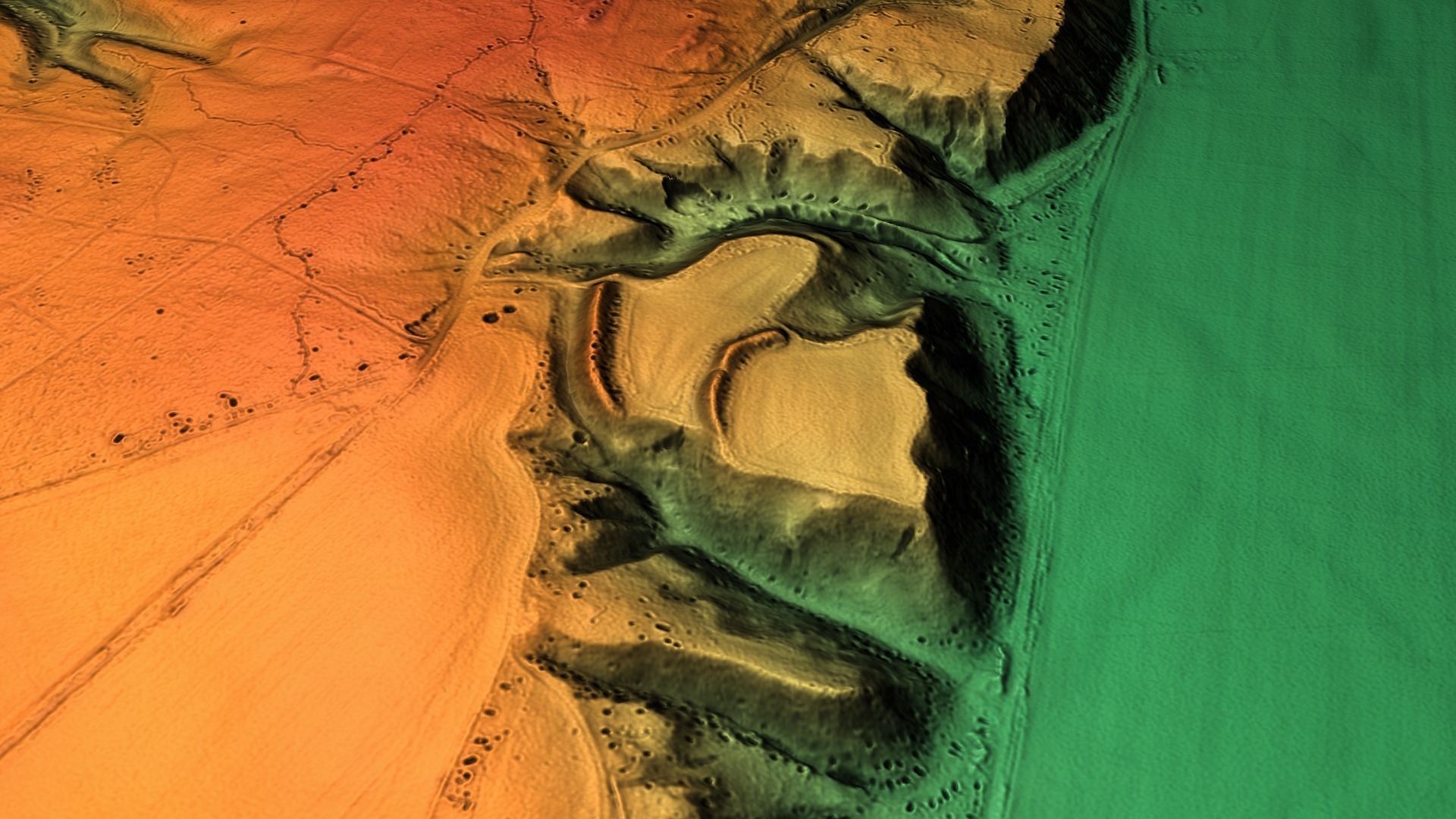
3D-Ansicht des digitalen Geländemodells

Die Reitweiner Wallberge sind eine Burganlage auf dem Reitweiner Sporn am Rande des Oderbruches. Seit dem 19. Jahrhundert ist der Burgwall Kulturdenkmal. Durch Ausgrabungen konnten germanische und slawische Besiedlungsspuren nachgewiesen werden.

## Lage
Die Burganlage befindet sich etwa einen Kilometer südlich von Reitwein am Rand des Reitweiner Sporns auf ca. 45 m Höhe. Der auf einem durch Menschenhand gestalteten Plateau errichtete Burgwall sichert eine ca. vier ha große Gesamtfläche und besteht aus zwei durch einen Wall getrennten Flächen.
An der nordöstlichen Seite liegen Górzyca (Göritz (Oder)) und Owczary (Ötscher) am heute polnischen Oderufer. Oberhalb von Ötscher (heute Teil der Gemeinde Górzyca) findet sich ebenfalls ein Schlossberg/Burgberg sowie ähnliche Burgwälle.

## Forschungsgeschichte
Die im slawischen Mittelalter (ca. 8. bis 10. Jahrhundert) genutzte Burganlage befand sich im Siedlungsgebiet der Liutizen. Entlang der Oder  sind zahlreiche weitere gleichartige Burganlagen vorhanden, z. B. in Lebus, Lossow oder Stolpe. Die Burgen waren frühe Siedlungszentren slawischer Kleinadliger und ihrer Gefolgschaft, die die vor ihnen siedelnden germanischen Stamm der Semnonen ablösten. Ursächlich wird hierfür die große Völkerwanderung angenommen.
Carl Schuchhardts (1859–1943) Untersuchungen an ostdeutschen Burgwällen führte 1930 der Prähistoriker Wilhelm Unverzagt (1892–1971) im Jahre 1930 am Reitweiner Burgwall weiter. Neben Reitwein führte der Direktor am Staatlichen Museum für Vor- und Frühgeschichte auch Grabungen im größeren Stil am Burgwall Lossow von 1926 bis 1929 und in Zantoch an der Warthe (1932) durch.

## Wallburg
Die auf einem Plateau errichtete Anlage bei Reitwein besteht aus zwei Siedlungsflächen. Der Schutz der Bewohner ist durch Wälle, die dazugehörigen Gräben auf der einen Seite und die steilen Hänge zum Odervorland, den Biergrund im Norden und den Nachtigallengrund im Süden, gewährleistet. Die Anlage ist durch einen Wall in zwei fast gleich große Bereiche zerteilt. Der Zugang führt über die Anhöhe des Lebuser Plateaus bis an den Zugang zur Wallanlage.
1872 und 1930 konnten die Wallanlagen und umliegende Flächen durch mehrere Ausgrabungen untersucht werden. Als Ergebnis sind Nachweise für verschiedene aufeinander folgende Kulturschichten erbracht worden. Gruben mit verschiedenster Nutzung belegen eine mehrphasige Besiedlung. Darin wurden verschiedenste Artefakte gefunden. Neben Tonscherben und Totentöpfen (Urnen) der Semnonen wurden eine große Anzahl altslawischer Keramik gefunden.